# Terry Butcher
Terence Ian Butcher (Singapore, 28 dicembre 1958) è un allenatore di calcio ed ex calciatore inglese, di ruolo difensore.
È stato l'assistente di George Burley alla guida della nazionale scozzese dal febbraio 2008 al novembre 2009.

## Biografia
Nato a Singapore, dove suo padre fu trasferito mentre prestava servizio presso la Royal Navy, Butcher trascorse gran parte della sua infanzia a Lowestoft, nel Suffolk, dove frequentò la Lowestoft Grammar School. Abbandonò in adolescenza la possibilità di unirsi alla compagine giovanile del Norwich City, poiché era tifoso della formazione rivale del Norwich, l'Ipswich Town. Nell'agosto 1976 fu visionato e ingaggiato proprio dall'Ipswich, dopo un provino che si protrasse per tre settimane.

## Carriera

### Giocatore

#### Club

##### Ipswich Town
Butcher debuttò con l'Ipswich in First Division il 15 aprile 1978, e nelle successive otto stagioni si impose come il principale difensore centrale della squadra, unendo la leadership al suo coraggio in campo e alle sue ottime qualità difensive. Fu presto notato dal commissario tecnico dell'Inghilterra Ron Greenwood, che lo fece debuttare con la casacca della nazionale nel 1980, in un'amichevole contro l'Australia. Con l'Ipswich Town Butcher vinse da protagonista la Coppa UEFA 1980-1981, sotto la guida di Bobby Robson. Nella stessa stagione la compagine di Suffolk sfiorò una storica vittoria in First Division, piazzandosi seconda a fine stagione alle spalle dell'Aston Villa.

##### Rangers
Nell'estate del 1986, Butcher lasciò l'Ipswich dopo la cocente delusione della retrocessione, e divenne uno dei primi calciatori inglesi ad accasarsi in una squadra dei "rivali" scozzesi, il Rangers. Graeme Souness, ex Liverpool, appena nominato nuovo allenatore del club scozzese, chiese alla dirigenza l'acquisto di Butcher, che fu pagato all'Ipswich 720.000 sterline. Butcher fu nominato anche capitano, e con il Rangers vinse tre Campionati Scozzesi e tre Coppe di Lega in quattro stagioni. Nel novembre del 1987 si fratturò una gamba, durante un incontro di campionato contro l'Aberdeen, ponendo anticipatamente fine alla sua stagione. Prima di questo infortunio, Butcher era vicino a firmare un contratto con il Manchester United di Alex Ferguson, ma dopo l'incidente occorsogli, i Red Devils non formalizzarono il passaggio in squadra del difensore inglese, virando invece su Steve Bruce del Norwich. Nell'aprile del 1988 Butcher fu condannato per condotta disordinata e disturbo della quiete pubblica a causa del suo comportamento violento durante il Derby di Glascow della stagione precedente, venendo multato con 250 sterline di ammenda. Sempre nel 1988, fu oggetto di un'indagine della polizia locale per aver scardinato la porta dello spogliatoio del direttore di gara dopo un match al Pittodrie Stadium. Non furono avanzate accuse penali, ma Butcher venne comunque multato di 150 sterline. La sua ultima partita con i Rangers fu giocata nel settembre del 1990, nella sconfitta in campionato per 2-1 contro il Dundee United. Subito dopo la fine della sua esperienza scozzese, fu vicino a firmare con il Leeds United, salvo poi accettare il contratto da allenatore-giocatore che gli offrì il Coventry City.

##### Coventry City
Nonostante l'allenatore del Leeds Howard Wilkinson, in trattativa con Souness, fosse vicino ad assicurarsi le prestazioni di Butcher, alla fine il difensore scelse di diventare allenatore e, al tempo stesso giocatore, del Coventry City, in un affare da oltre 400.000 sterline. Una delle sue prime gare con il Coventry fu proprio contro il Leeds, pareggiando 1-1 a Highfield Road. Tra gli altri buoni risultati che arrivarono alla prima stagione va sicuramente ricordato il 5-4 casalingo con cui la sua squadra si impose contro il Nottingham Forest, nel quarto turno eliminatorio della English Football League Cup. La loro corsa terminò ai quarti di finale, il 23 gennaio 1991, contro i futuri vincitori dello Sheffield Wednesday, e quattro giorni dopo furono eliminati anche dalla FA Cup per mano del Southampton, al quarto turno. Butcher collezionò sei presenze nel campionato 1990-91 in cui il Coventry si piazzò 16º a fine stagione, per poi ritirarsi come giocatore la stagione successiva. La stagione 1991-92 vide partire bene la squadra di Butcher, da ricordare un perentorio 5-0 nella seconda giornata contro il Luton Town, la vittoria per 1-0 in trasferta sul campo dell'Arsenal campione in carica e la vittoria casalinga 1-0 contro i rivali dell'Aston Villa. Entro la fine di settembre la squadra si trovava al 6º posto in classifica, davanti alle più blasonate Liverpool e Everton. Tuttavia la formazione allenata da Butcher ebbe un brusco calo nei due mesi successivi, scivolando 13º a fine novembre. La sconfitta casalinga per mano degli Spurs, nel giorno di Capodanno del 1992, fece piazzare il Coventry addirittura 15º, a soli sei punti dalla zona retrocessione. Il 6 gennaio Butcher fu esonerato e sostituito dal suo vice Don Howe.

##### Ultimi anni
Butcher tentò nuovamente la carriera di calciatore nell'agosto 1992, tra le file del Sunderland, con il quale ha giocato 38 volte, nella stagione 1992-93. In seguito al licenziamento dell'allenatore Malcom Crosby divenne nuovamente giocatore-manager, nel gennaio 1993. Ben presto vestì solamente i panni dell'allenatore, ma fu esonerato nel novembre 1993, dopo un deludente inizio di stagione 1993-94, che vide il Sunderland lottare in zona retrocessione. Butcher fu sostituito da Mick Buxton, che a fine stagione arrivò alla salvezza con il club di Wearside.

#### Nazionale

Butcher (accosciato, secondo da destra) in nazionale al

La sua prima convocazione in nazionale maggiore avvenne il 31 maggio 1980, nella partita amichevole tra Inghilterra e Australia, a 21 anni. Il selezionatore inglese Ron Greenwood se ne interessò dopo aver visionato le sue prestazioni con la maglia dell'Ipswich Town. Dieci mesi dopo fu nuovamente convocato nell'Inghilterra per il match amichevole contro la Nazionale di calcio della Spagna, vinto dagli iberici 2-1. Fu poi tra i giovanissimi convocati per il Campionato Mondiale di calcio 1982. Divenne un titolare regolare della nazionale in questo periodo, e rimase il centrale di difesa di prima scelta dell'Inghilterra per circa un decennio. Partecipò anche ai Mondiali 1986, e prese parte alla famosa partita tra Argentina e Inghilterra, in cui Maradona segnò il celeberrimo "gol del secolo". A causa della frattura alla gamba Butcher non prese parte all'Europeo del 1988, in cui la nazionale inglese fu eliminata nella fase a gironi. Bobby Robson, senza l'esperienza di Butcher, fu costretto a puntare sulla giovane accoppiata Tony Adams - Mark Wright. Durante le qualificazioni ai Mondiali del 1990, nella la gara contro la Svezia del settembre 1989, Butcher rimediò un profondo taglio alla fronte nei primi minuti di gara. I fisioterapisti gli applicarono dei punti di sutura e una vistosa benda, ma durante un contrasto Butcher subì un altro colpo alla testa e la ferita si aprì nuovamente. La copiosa emorragia che ne derivò imbrattò la sua divisa di gioco, e la foto della sua maglietta completamente insanguinata è passata alla storia. Con Butcher in un'inedita difesa a 5, la nazionale inglese raggiunse le semifinali dei mondiali italiani del '90, perdendo poi la finale 3º posto contro i padroni di casa dell'Italia. Dopo questo mondiale Butcher lasciò la nazionale, dopo dieci anni, con 77 presenze all'attivo e 3 reti segnate.

### Allenatore
Butcher iniziò la carriera di allenatore nel 1990 al Coventry City, facendo al tempo stesso il giocatore. Nel 1991-92 fece solamente l'allenatore del Coventry, prima di essere esonerato e sostituito dal suo vice. La stagione 1991-92, nel Sunderland, vestì i panni del giocatore-manager e l'anno successivo allenatore, fu esonerato poi all'inizio della stagione 1993-94 a causa delle brutte prestazioni che inanellò da settembre a novembre '93.
Lasciata definitivamente la carriera da giocatore entrò come vice nello staff del Motherwell nella stagione 2001-2002, poi dall'anno successivo fino al 2006 ne fu allenatore, conquistando nel 2005 la finale di Coppa di Lega, dove il Motherwell perse 5-1 contro il Rangers.
Nel 2006-07 allenò il Sydney FC con un contratto biennale, ma non riuscì a centrare risultati soddisfacenti durante il suo periodo australiano, e il 7 febbraio 2007 venne esonerato, dopo la sconfitta 3-2 contro il Newcastle Jets. Il 30 marzo 2007 fu nominato vice allenatore del Partick Thistle, ma fu un impegno di breve durata, in quanto fu ingaggiato dal Brentford il 24 aprile. Il 7 maggio 2007 diventa ufficialmente allenatore del Brentford, ma dopo una grave carenza di risultati (solo 5 vittorie in 23 partite) e un cattivo rapporto con la tifoseria, che chiedeva a gran voce il ritorno di Martin Allen, si dimise l'11 dicembre 2007.
Nel 2008 fu nominato vice allenatore della nazionale scozzese in vista delle qualificazioni ai mondiali 2010. Passò alla cronaca in quel periodo la lite a distanza tra Butcher e Diego Maradona, a causa della "Mano de Dios" di 22 anni prima, in vista dell'amichevole tra Argentina e Scozia. L'Argentina si impose 1-0, e a fine gara Maradona non perse l'occasione per rispondere in modo polemico al vice scozzese: "Who is Butcher?". Nel novembre 2009 l'allenatore della Scozia George Burley fu esonerato, e con lui se ne andò Butcher.
Nella stagione 2009-10 divenne il nuovo allenatore dell'Inverness, con il quale vinse il suo primo trofeo da allenatore : il campionato scozzese del 2010. Vi rimase fino alla stagione 2012-13, senza però riuscire a bissare la vittoria del 2010. Per il 2013-14 allenò l'Hibernian, per una sola stagione. Nel 2015 arrivò in Galles, al Newport County, ma l'esperienza è stata molto breve, concludendosi il 1º ottobre 2015.
Il 14 giugno 2018 è stato ingaggiato dalla nazionale filippina come commissario tecnico.

## Statistiche

### Cronologia presenze e reti in nazionale
| Cronologia completa delle presenze e delle reti in nazionale ― Inghilterra | Cronologia completa delle presenze e delle reti in nazionale ― Inghilterra | Cronologia completa delle presenze e delle reti in nazionale ― Inghilterra | Cronologia completa delle presenze e delle reti in nazionale ― Inghilterra | Cronologia completa delle presenze e delle reti in nazionale ― Inghilterra | Cronologia completa delle presenze e delle reti in nazionale ― Inghilterra | Cronologia completa delle presenze e delle reti in nazionale ― Inghilterra | Cronologia completa delle presenze e delle reti in nazionale ― Inghilterra |
| Data                                                                       | Città                                                                      | In casa                                                                    | Risultato                                                                  | Ospiti                                                                     | Competizione                                                               | Reti                                                                       | Note                                                                       |
| -------------------------------------------------------------------------- | -------------------------------------------------------------------------- | -------------------------------------------------------------------------- | -------------------------------------------------------------------------- | -------------------------------------------------------------------------- | -------------------------------------------------------------------------- | -------------------------------------------------------------------------- | -------------------------------------------------------------------------- |
| 31-5-1980                                                                  | Sydney                                                                     | Australia                                                                  | 1 – 2                                                                      | Inghilterra                                                                | Amichevole                                                                 | -                                                                          |                                                                            |
| 25-3-1981                                                                  | Londra                                                                     | Inghilterra                                                                | 1 – 2                                                                      | Spagna                                                                     | Amichevole                                                                 | -                                                                          |                                                                            |
| 27-4-1982                                                                  | Cardiff                                                                    | Galles                                                                     | 0 – 1                                                                      | Inghilterra                                                                | Torneo Interbritannico 1982                                                | -                                                                          |                                                                            |
| 29-5-1982                                                                  | Glasgow                                                                    | Scozia                                                                     | 0 – 1                                                                      | Inghilterra                                                                | Torneo Interbritannico 1982                                                | -                                                                          |                                                                            |
| 16-6-1982                                                                  | Bilbao                                                                     | Francia                                                                    | 1 – 3                                                                      | Inghilterra                                                                | Mondiali 1982 - 1º turno                                                   | -                                                                          | 34’                                                                        |
| 20-6-1982                                                                  | Bilbao                                                                     | Inghilterra                                                                | 2 – 0                                                                      | Cecoslovacchia                                                             | Mondiali 1982 - 1º turno                                                   | -                                                                          |                                                                            |
| 29-6-1982                                                                  | Madrid                                                                     | Germania Ovest                                                             | 0 – 0                                                                      | Inghilterra                                                                | Mondiali 1982 - 2º turno                                                   | -                                                                          |                                                                            |
| 5-7-1982                                                                   | Madrid                                                                     | Spagna                                                                     | 0 – 0                                                                      | Inghilterra                                                                | Mondiali 1982 - 2º turno                                                   | -                                                                          |                                                                            |
| 22-9-1982                                                                  | Copenaghen                                                                 | Danimarca                                                                  | 2 – 2                                                                      | Inghilterra                                                                | Qual. Euro 1984                                                            | -                                                                          |                                                                            |
| 13-10-1982                                                                 | Londra                                                                     | Inghilterra                                                                | 1 – 2                                                                      | Germania Ovest                                                             | Amichevole                                                                 | -                                                                          |                                                                            |
| 15-12-1982                                                                 | Londra                                                                     | Inghilterra                                                                | 9 – 0                                                                      | Lussemburgo                                                                | Qual. Euro 1984                                                            | -                                                                          |                                                                            |
| 23-2-1983                                                                  | Londra                                                                     | Inghilterra                                                                | 2 – 1                                                                      | Galles                                                                     | Torneo Interbritannico 1983                                                | 1                                                                          |                                                                            |
| 30-3-1983                                                                  | Londra                                                                     | Inghilterra                                                                | 0 – 0                                                                      | Grecia                                                                     | Qual. Euro 1984                                                            | -                                                                          |                                                                            |
| 27-4-1983                                                                  | Londra                                                                     | Inghilterra                                                                | 2 – 0                                                                      | Ungheria                                                                   | Qual. Euro 1984                                                            | -                                                                          |                                                                            |
| 28-5-1983                                                                  | Belfast                                                                    | Irlanda del Nord                                                           | 0 – 0                                                                      | Inghilterra                                                                | Torneo Interbritannico 1983                                                | -                                                                          |                                                                            |
| 1-6-1983                                                                   | Londra                                                                     | Inghilterra                                                                | 2 – 0                                                                      | Scozia                                                                     | Torneo Interbritannico 1983                                                | -                                                                          |                                                                            |
| 12-6-1983                                                                  | Sydney                                                                     | Australia                                                                  | 0 – 0                                                                      | Inghilterra                                                                | Amichevole                                                                 | -                                                                          |                                                                            |
| 15-6-1983                                                                  | Brisbane                                                                   | Australia                                                                  | 0 – 1                                                                      | Inghilterra                                                                | Amichevole                                                                 | -                                                                          |                                                                            |
| 19-6-1983                                                                  | Melbourne                                                                  | Australia                                                                  | 1 – 1                                                                      | Inghilterra                                                                | Amichevole                                                                 | -                                                                          |                                                                            |
| 21-9-1983                                                                  | Londra                                                                     | Inghilterra                                                                | 0 – 1                                                                      | Danimarca                                                                  | Qual. Euro 1984                                                            | -                                                                          |                                                                            |
| 12-10-1983                                                                 | Budapest                                                                   | Ungheria                                                                   | 0 – 3                                                                      | Inghilterra                                                                | Qual. Euro 1984                                                            | -                                                                          |                                                                            |
| 16-11-1983                                                                 | Lussemburgo                                                                | Lussemburgo                                                                | 0 – 4                                                                      | Inghilterra                                                                | Qual. Euro 1984                                                            | 1                                                                          |                                                                            |
| 29-2-1984                                                                  | Parigi                                                                     | Francia                                                                    | 2 – 0                                                                      | Inghilterra                                                                | Amichevole                                                                 | -                                                                          |                                                                            |
| 4-4-1984                                                                   | Londra                                                                     | Inghilterra                                                                | 1 – 0                                                                      | Irlanda del Nord                                                           | Amichevole                                                                 | -                                                                          |                                                                            |
| 12-9-1984                                                                  | Londra                                                                     | Inghilterra                                                                | 1 – 0                                                                      | Germania Est                                                               | Amichevole                                                                 | -                                                                          |                                                                            |
| 17-10-1984                                                                 | Londra                                                                     | Inghilterra                                                                | 5 – 0                                                                      | Finlandia                                                                  | Qual. Mondiali 1986                                                        | -                                                                          |                                                                            |
| 14-11-1984                                                                 | Istanbul                                                                   | Turchia                                                                    | 0 – 8                                                                      | Inghilterra                                                                | Qual. Mondiali 1986                                                        | -                                                                          |                                                                            |
| 27-2-1985                                                                  | Belfast                                                                    | Irlanda del Nord                                                           | 0 – 1                                                                      | Inghilterra                                                                | Qual. Mondiali 1986                                                        | -                                                                          |                                                                            |
| 26-3-1985                                                                  | Londra                                                                     | Inghilterra                                                                | 2 – 1                                                                      | Irlanda                                                                    | Amichevole                                                                 | -                                                                          |                                                                            |
| 1-5-1985                                                                   | Bucarest                                                                   | Romania                                                                    | 0 – 0                                                                      | Inghilterra                                                                | Qual. Mondiali 1986                                                        | -                                                                          |                                                                            |
| 22-5-1985                                                                  | Helsinki                                                                   | Finlandia                                                                  | 1 – 1                                                                      | Inghilterra                                                                | Qual. Mondiali 1986                                                        | -                                                                          |                                                                            |
| 25-5-1985                                                                  | Edimburgo                                                                  | Scozia                                                                     | 1 – 0                                                                      | Inghilterra                                                                | Coppa Stanley Rous 1985                                                    | -                                                                          |                                                                            |
| 6-6-1985                                                                   | Città del Messico                                                          | Inghilterra                                                                | 1 – 2                                                                      | Italia                                                                     | Copa Ciudad de México 1985                                                 | -                                                                          |                                                                            |
| 12-6-1985                                                                  | Città del Messico                                                          | Germania Ovest                                                             | 0 – 3                                                                      | Inghilterra                                                                | Torneo Azteca                                                              | -                                                                          |                                                                            |
| 16-6-1985                                                                  | Los Angeles                                                                | Stati Uniti                                                                | 0 – 5                                                                      | Inghilterra                                                                | Amichevole                                                                 | -                                                                          |                                                                            |
| 26-2-1986                                                                  | Tel-Aviv                                                                   | Israele                                                                    | 1 – 2                                                                      | Inghilterra                                                                | Amichevole                                                                 | -                                                                          |                                                                            |
| 26-3-1986                                                                  | Tbilisi                                                                    | Unione Sovietica                                                           | 0 – 1                                                                      | Inghilterra                                                                | Amichevole                                                                 | -                                                                          |                                                                            |
| 23-4-1986                                                                  | Londra                                                                     | Inghilterra                                                                | 2 – 1                                                                      | Scozia                                                                     | Coppa Stanley Rous 1986                                                    | 1                                                                          |                                                                            |
| 17-5-1986                                                                  | Los Angeles                                                                | Messico                                                                    | 0 – 3                                                                      | Inghilterra                                                                | Amichevole                                                                 | -                                                                          |                                                                            |
| 24-5-1986                                                                  | Burnaby                                                                    | Canada                                                                     | 0 – 1                                                                      | Inghilterra                                                                | Amichevole                                                                 | -                                                                          |                                                                            |
| 3-6-1986                                                                   | Monterrey                                                                  | Inghilterra                                                                | 0 – 1                                                                      | Portogallo                                                                 | Mondiali 1986 - 1º turno                                                   | -                                                                          | 78’                                                                        |
| 6-6-1986                                                                   | Monterrey                                                                  | Marocco                                                                    | 0 – 0                                                                      | Inghilterra                                                                | Mondiali 1986 - 1º turno                                                   | -                                                                          |                                                                            |
| 11-6-1986                                                                  | Monterrey                                                                  | Inghilterra                                                                | 3 – 0                                                                      | Polonia                                                                    | Mondiali 1986 - 1º turno                                                   | -                                                                          |                                                                            |
| 18-6-1986                                                                  | Città del Messico                                                          | Inghilterra                                                                | 3 – 0                                                                      | Paraguay                                                                   | Mondiali 1986 - Ottavi di finale                                           | -                                                                          |                                                                            |
| 22-6-1986                                                                  | Città del Messico                                                          | Argentina                                                                  | 2 – 1                                                                      | Inghilterra                                                                | Mondiali 1986 - Quarti di finale                                           | -                                                                          |                                                                            |
| 10-9-1986                                                                  | Stoccolma                                                                  | Svezia                                                                     | 1 – 0                                                                      | Inghilterra                                                                | Amichevole                                                                 | -                                                                          |                                                                            |
| 15-10-1986                                                                 | Londra                                                                     | Inghilterra                                                                | 3 – 0                                                                      | Irlanda del Nord                                                           | Qual. Euro 1988                                                            | -                                                                          |                                                                            |
| 12-11-1986                                                                 | Londra                                                                     | Inghilterra                                                                | 2 – 0                                                                      | Jugoslavia                                                                 | Qual. Euro 1988                                                            | -                                                                          | cap.                                                                       |
| 18-2-1987                                                                  | Madrid                                                                     | Spagna                                                                     | 2 – 4                                                                      | Inghilterra                                                                | Amichevole                                                                 | -                                                                          |                                                                            |
| 1-4-1987                                                                   | Belfast                                                                    | Irlanda del Nord                                                           | 0 – 2                                                                      | Inghilterra                                                                | Qual. Euro 1988                                                            | -                                                                          |                                                                            |
| 19-5-1987                                                                  | Londra                                                                     | Inghilterra                                                                | 1 – 1                                                                      | Brasile                                                                    | Coppa Stanley Rous 1987                                                    | -                                                                          |                                                                            |
| 23-5-1987                                                                  | Glasgow                                                                    | Scozia                                                                     | 0 – 0                                                                      | Inghilterra                                                                | Coppa Stanley Rous 1987                                                    | -                                                                          |                                                                            |
| 14-10-1987                                                                 | Londra                                                                     | Inghilterra                                                                | 8 – 0                                                                      | Turchia                                                                    | Qual. Euro 1988                                                            | -                                                                          |                                                                            |
| 11-11-1987                                                                 | Belgrado                                                                   | Jugoslavia                                                                 | 1 – 4                                                                      | Inghilterra                                                                | Qual. Euro 1988                                                            | -                                                                          |                                                                            |
| 14-9-1988                                                                  | Londra                                                                     | Inghilterra                                                                | 1 – 0                                                                      | Danimarca                                                                  | Amichevole                                                                 | -                                                                          |                                                                            |
| 19-10-1988                                                                 | Londra                                                                     | Inghilterra                                                                | 0 – 0                                                                      | Svezia                                                                     | Qual. Mondiali 1990                                                        | -                                                                          |                                                                            |
| 8-2-1989                                                                   | Amarousio                                                                  | Grecia                                                                     | 1 – 2                                                                      | Inghilterra                                                                | Amichevole                                                                 | -                                                                          |                                                                            |
| 8-3-1989                                                                   | Tirana                                                                     | Albania                                                                    | 0 – 2                                                                      | Inghilterra                                                                | Qual. Mondiali 1990                                                        | -                                                                          | 77’                                                                        |
| 26-4-1989                                                                  | Londra                                                                     | Inghilterra                                                                | 5 – 0                                                                      | Albania                                                                    | Qual. Mondiali 1990                                                        | -                                                                          |                                                                            |
| 23-5-1989                                                                  | Londra                                                                     | Inghilterra                                                                | 0 – 0                                                                      | Cile                                                                       | Coppa Stanley Rous 1989                                                    | -                                                                          |                                                                            |
| 27-5-1989                                                                  | Glasgow                                                                    | Scozia                                                                     | 0 – 2                                                                      | Inghilterra                                                                | Coppa Stanley Rous 1989                                                    | -                                                                          |                                                                            |
| 3-6-1989                                                                   | Londra                                                                     | Inghilterra                                                                | 3 – 0                                                                      | Polonia                                                                    | Qual. Mondiali 1990                                                        | -                                                                          |                                                                            |
| 7-6-1989                                                                   | Copenaghen                                                                 | Danimarca                                                                  | 1 – 1                                                                      | Inghilterra                                                                | Amichevole                                                                 | -                                                                          |                                                                            |
| 6-9-1989                                                                   | Stoccolma                                                                  | Svezia                                                                     | 0 – 0                                                                      | Inghilterra                                                                | Qual. Mondiali 1990                                                        | -                                                                          | cap.                                                                       |
| 11-10-1989                                                                 | Chorzów                                                                    | Polonia                                                                    | 0 – 0                                                                      | Inghilterra                                                                | Qual. Mondiali 1990                                                        | -                                                                          |                                                                            |
| 15-11-1989                                                                 | Londra                                                                     | Inghilterra                                                                | 0 – 0                                                                      | Italia                                                                     | Amichevole                                                                 | -                                                                          |                                                                            |
| 13-12-1989                                                                 | Londra                                                                     | Inghilterra                                                                | 2 – 1                                                                      | Jugoslavia                                                                 | Amichevole                                                                 | -                                                                          |                                                                            |
| 28-3-1990                                                                  | Londra                                                                     | Inghilterra                                                                | 1 – 0                                                                      | Brasile                                                                    | Amichevole                                                                 | -                                                                          | cap.                                                                       |
| 25-4-1990                                                                  | Londra                                                                     | Inghilterra                                                                | 4 – 2                                                                      | Cecoslovacchia                                                             | Amichevole                                                                 | -                                                                          |                                                                            |
| 15-5-1990                                                                  | Londra                                                                     | Inghilterra                                                                | 1 – 0                                                                      | Danimarca                                                                  | Amichevole                                                                 | -                                                                          | cap.                                                                       |
| 22-5-1990                                                                  | Londra                                                                     | Inghilterra                                                                | 1 – 2                                                                      | Uruguay                                                                    | Amichevole                                                                 | -                                                                          |                                                                            |
| 2-6-1990                                                                   | Tunisi                                                                     | Tunisia                                                                    | 1 – 1                                                                      | Inghilterra                                                                | Amichevole                                                                 | -                                                                          | 61’                                                                        |
| 11-6-1990                                                                  | Cagliari                                                                   | Irlanda                                                                    | 1 – 1                                                                      | Inghilterra                                                                | Mondiali 1990 - 1º turno                                                   | -                                                                          |                                                                            |
| 16-6-1990                                                                  | Cagliari                                                                   | Paesi Bassi                                                                | 0 – 0                                                                      | Inghilterra                                                                | Mondiali 1990 - 1º turno                                                   | -                                                                          |                                                                            |
| 26-6-1990                                                                  | Bologna                                                                    | Belgio                                                                     | 0 – 1 dts                                                                  | Inghilterra                                                                | Mondiali 1990 - Ottavi di finale                                           | -                                                                          | cap.                                                                       |
| 1-7-1990                                                                   | Napoli                                                                     | Inghilterra                                                                | 3 – 2 dts                                                                  | Camerun                                                                    | Mondiali 1990 - Quarti di finale                                           | -                                                                          | cap. 73’                                                                   |
| 4-7-1990                                                                   | Torino                                                                     | Germania Ovest                                                             | 1 – 1 dts (4 – 3 dtr)                                                      | Inghilterra                                                                | Mondiali 1990 - Semifinale                                                 | -                                                                          | cap. 70’                                                                   |
| Totale                                                                     |                                                                            | Presenze                                                                   | 77                                                                         |                                                                            | Reti                                                                       | 3                                                                          |                                                                            |

## Palmarès

### Giocatore

#### Club

##### Competizioni nazionali
- Coppa d'Inghilterra: 1

Ipswich Town: 1977-1978
- Campionato scozzese: 3

Rangers: 1986-1987, 1988-1989, 1989-1990
- Coppa di Lega scozzese: 3

Rangers: 1986-1987, 1987-1988, 1988-1989

##### Competizioni internazionali
- Coppa UEFA: 1

Ipswich Town: 1980-1981

### Allenatore

#### Club
- Scottish First Division: 1

Inverness: 2009-2010